# Carinostoma carinatum
Espèce
Synonymes
- Nemastoma carinatum Roewer, 1914

Carinostoma carinatum est une espèce d'opilions dyspnois de la famille des Nemastomatidae.

## Distribution
Cette espèce se rencontre en Bosnie-Herzégovine, au Monténégro, en Serbie, en Croatie, en Slovénie, en Autriche et en Italie.

## Description
Le mâle syntype mesure 2,2 mm et la femelle syntype 2,5 mm.
Les mâles mesurent de 1,5 à 1,6 mm et les femelles de 1,5 à 1,8 mm.

## Systématique et taxinomie
Cette espèce a été décrite sous le protonyme Nemastoma carinatum par Roewer en 1914. Elle est placée dans le genre Mitostoma par Kratochvíl en 1958 puis dans le genre Carinostoma par Martens en 1978.

## Publication originale
- Roewer, 1914 : « Die Familien der Ischyropsalidae und Nemastomatidae der Opiliones=Palpatores. » Archiv für Naturgeschichte, sér. A, vol. 80, no 3, p. 99–169 (texte intégral).